# Christophoruskirche (Bornum am Elm)

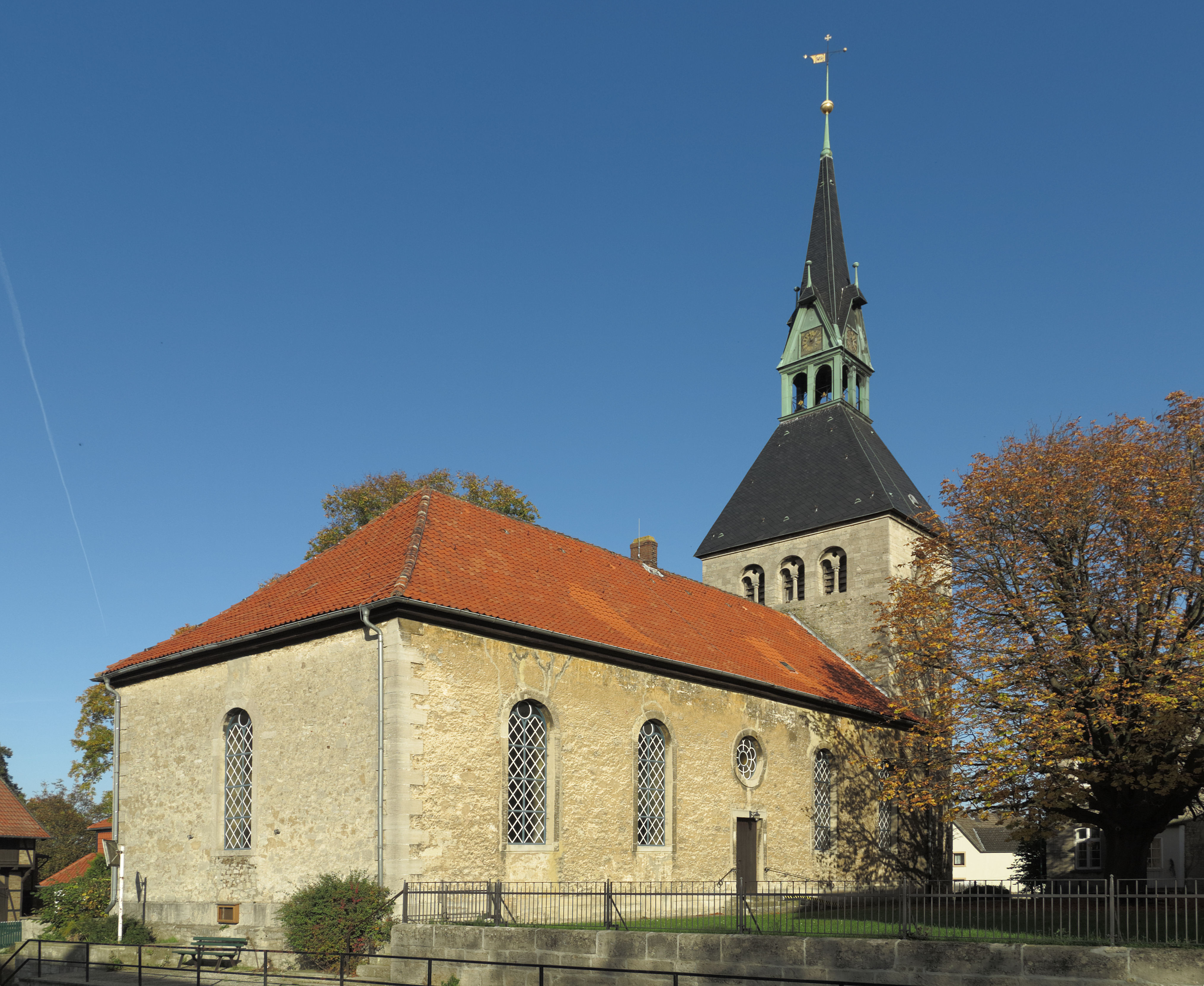
Christophoruskirche

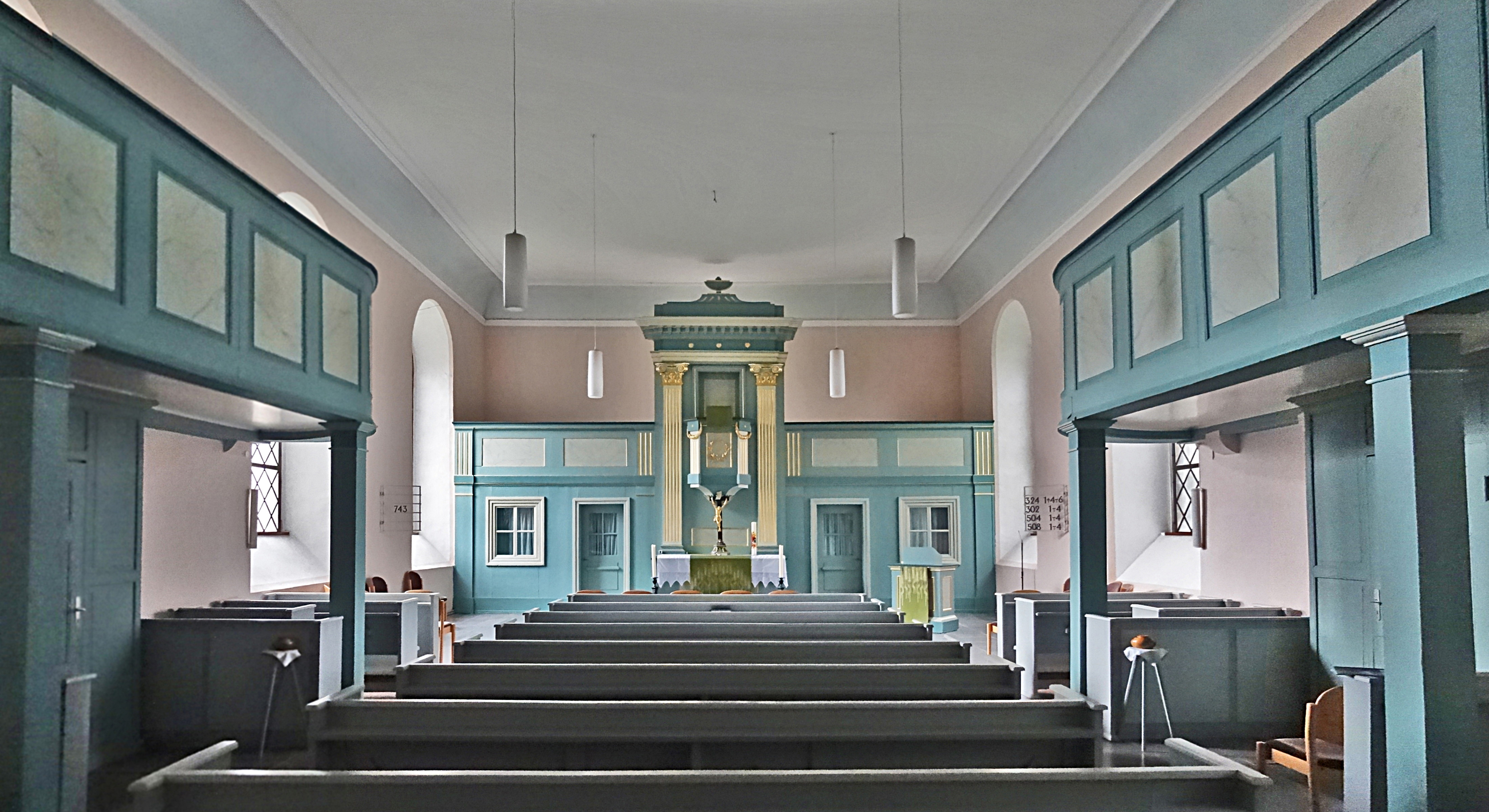
Innenansicht

Die evangelisch-lutherische Christophoruskirche steht in Bornum am Elm, einem Ortsteil von Königslutter am Elm im Landkreis Helmstedt von Niedersachsen. Die Kirchengemeinde gehört zum Kirchengemeindeverband Königslutter der Propstei Königslutter in der Evangelisch-lutherischen Landeskirche in Braunschweig.

## Beschreibung
Die romanische Kirche wurde vor 1584 erbaut. Ihre heutige Gestalt bekam sie, als das alte Kirchenschiff abgebrochen und 1801/02 an den alten Kirchturm ein neues mit fünf Jochen angebaut wurde. Auf den unteren Geschossen des querrechteckigen Turms aus Bruchsteinen wurde ein weiteres Geschoss aus Quadersteinen aufgesetzt, hinter dessen Klangarkaden, die an den Schmalseiten jeweils als ein Biforium und an den Breitseiten jeweils als drei Biforien gestaltet sind, sich der Glockenstuhl befindet. Aus dem Zeltdach des Turms erhebt sich ein quadratischer, laternenförmiger Uhrturm. 

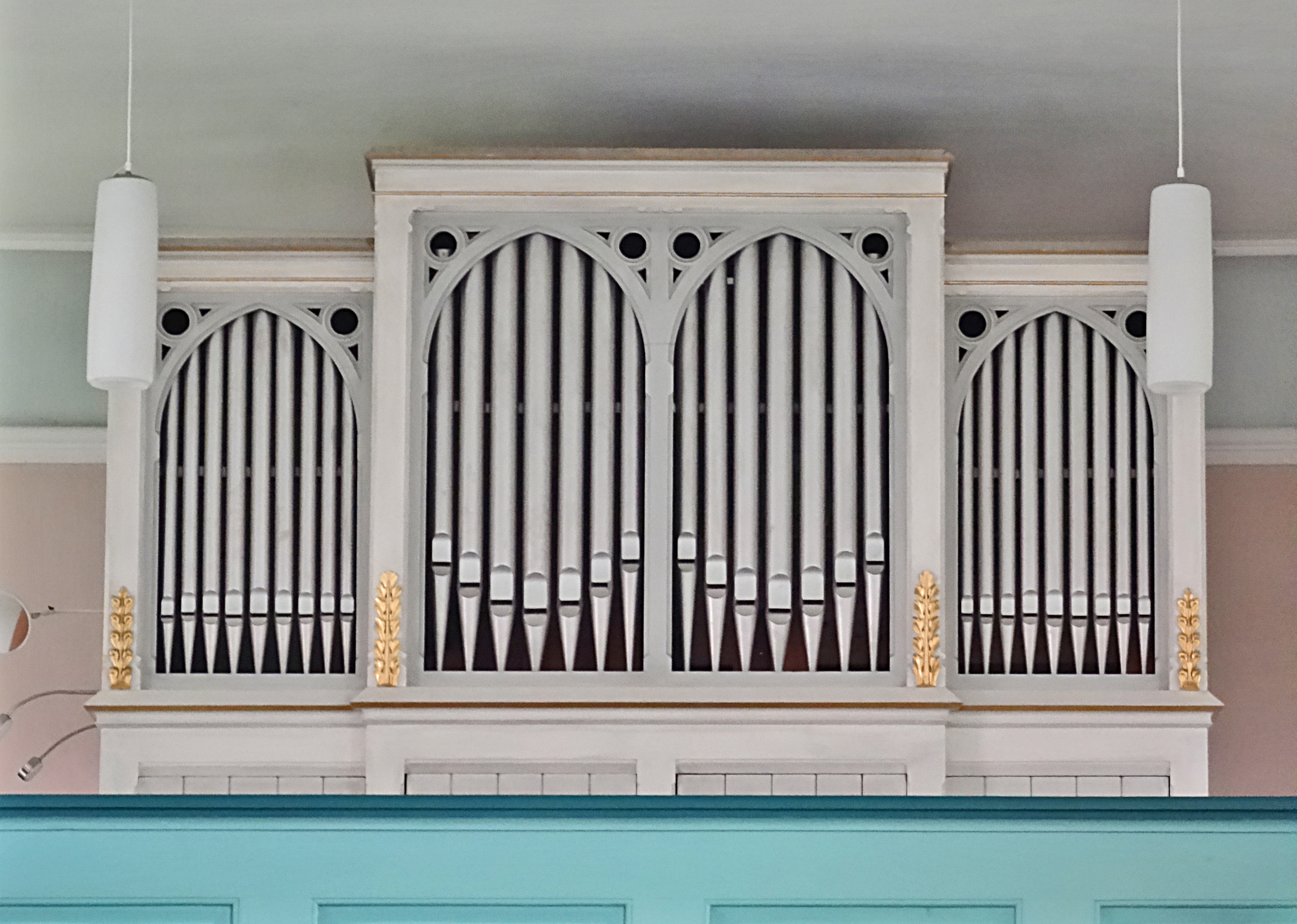
Sauer-Orgel

Die erste Orgel wurde 1806 gebaut. Sie wurde 1912 durch eine Orgel ersetzt. Die heutige Orgel von Wilhelm Sauer mit 13 Registern, zwei Manualen und einem Pedal, wurde 1971 aus der Kirche St. Walpurgis Helmstedt übergeführt.